# Wildbettabgabe
Die Wildbettabgabe ist ein Begriff aus dem Wasserbau und bezeichnet die ständige Wasserabgabe an den Unterlauf einer Talsperre. Um das Trockenfallen des unterhalb liegenden Gewässerabschnitts zu verhindern wird in der Genehmigung der Stauanlage ein Mindestabfluss gefordert, die garantierte Wildbettabgabe. Um die Unterlieger vor regelmäßigen Ausuferungen zu schützen, kann auch die Festlegung eines Maximalwertes enthalten sein. Diese Festlegungen sind eine landschaftsnotwendige Vorgabe und ein Beitrag zur Gewässerökologie.
Die Wildbettabgabe erfolgt über den Grundablass aus dem Reserveraum bzw. Totraum der Talsperre. Daher wird vornehmlich kaltes Tiefenwasser entnommen, das der Wassererwärmung durch den Klimawandel entgegenwirkt. Als Regelorgan wird meist ein Ringkolbenventil verwendet. 